# Cattedrale metropolitana di Porto Alegre
La Cattedrale metropolitana di Porto Alegre o Igreja Matriz de Nossa Senhora da Madre de Deus de Porto Alegre, si trova nel centro città, sull'omonima piazza (Praça da Matriz, piazza della Chiesa Madre).

## Storia
La cattedrale si trova sullo spazio occupato precedentemente dalla vecchia cattedrale, eretta nel XVIII secolo e demolita all'inizio degli anni venti del secolo scorso, per far posto alla cattedrale attuale.
La costruzione dell'opera fu seguita dal canonico João Maria Balen. I lavori ebbero inizio con la posa della prima pietra il 7 agosto 1921; la cripta fu inaugurata il 20 marzo 1929. Trascorsero circa vent'anni prima che le celebrazioni potessero lasciare la cripta e trasferirsi nella navata centrale, sotto l'amministrazione del futuro cardinale Scherer. Nel 1971 furono inaugurate le due torri e un anno dopo fu terminata la cupola. Ma la consacrazione ufficiale della chiesa avvenne solo nel 1981, celebrata dall'arcivescovo di Porto Alegre, João Cláudio Colling, poco dopo che la cupola aveva ricevuto la sua definitiva copertura in bronzo. 

## Descrizione

### Esterno
Mantenendo un disegno generale della facciata con le linee semplici e ferme che caratterizzano il primo stile rinascimentale, fu creato un movimento molto dinamico per il contrasto dei tre corpi salienti (frontespizio e torri) con intervalli dati dalla altezza dei terrazzi sulle navate laterali e conferendo parimenti profondità e chiaro-scuro con i vani del portico. La cupola si eleva a 65 metri di altezza dal livello della piazza, con un diametro interno di quasi 18 metri.

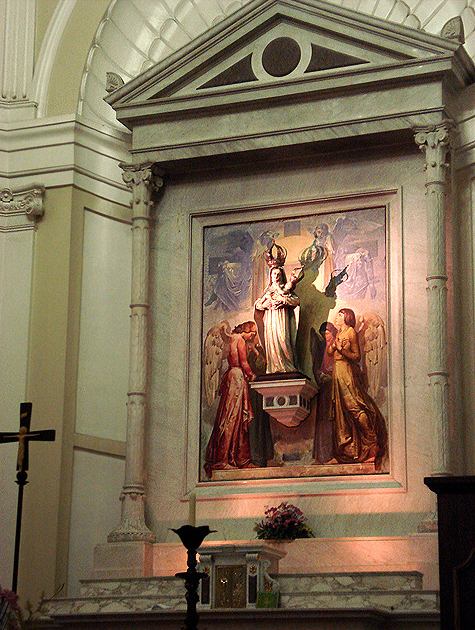
L'altar maggiore.

Nella facciata si evidenziano i mosaici del frontespizio, eseguiti dall'Accademia dei mosaici del Vaticano e che rappresentano la storia della chiesa allo stato. Si ammirano la patrona Maria, la madre di Gesù, al centro, fiancheggiata da san Francesco di Assisi, l'antico patrono, e i martiri gesuiti Roque González de Santa Cruz, Alfonso Rodríguez-Olmedo e Juan del Castillo. Dall'altro lato sono rappresentati san Pietro, patrono del Rio Grande do Sul, papa Pio IX, creatore della diocesi, e santa Teresa di Avila, protettrice della fortezza che si trovava all'estremo sud dello stato. Riquadri laterali rappresentano scene dell'Annunciazione e della Crocifissione, con il Cristo Pantocratore in cima, nel timpano.

### Interno

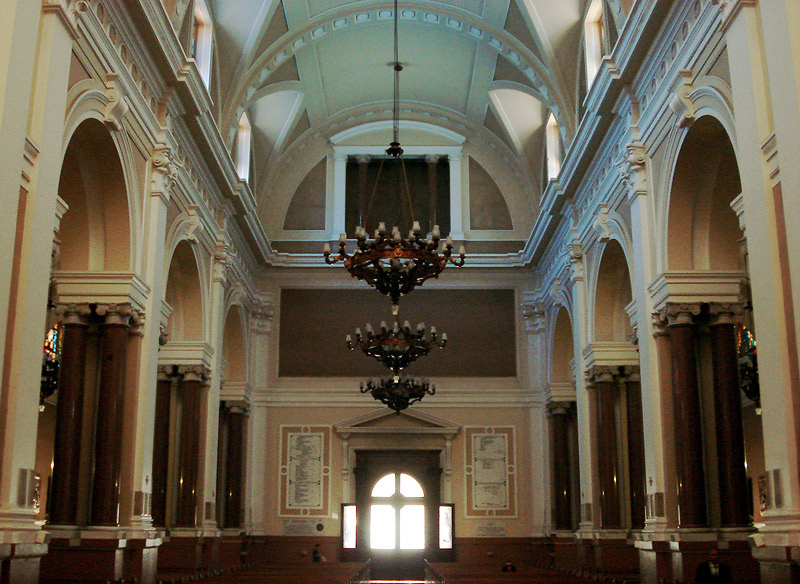
Interno in direzione dell'ingresso

All'interno si nota una notevole grandezza ed eleganza di proporzioni e la sua architettura forma un'attraente impostazione geometrica, intensificata dagli effetti dell'illuminazione interna. Sull'altar maggiore troneggia una bella statua barocca della Vergine con Gesù Bambino in braccio, intronata in un dipinto murale di Aldo Locatelli.
Nei bracci del transetto si trovano due enormi vetrate, una rappresentante l'Arcangelo Michele e l'altra Santa Teresa.
La differenza di livello tra la piazza Marechal Deodoro e il cortile superiore dell'antico seminario che sta dietro, essendo di circa otto metri, permise la costruzione di una grande cripta. Idealizzando la sua parte esterna, Giovenale utilizzò elementi decorativi arcaici, somiglianti ad alcuni impiegati negli antichi edifici degli incas peruviani e rivestì le pareti con enormi pietre di granito rustico e coronando l'insieme con otto mascheroni di indios.

## Immagini

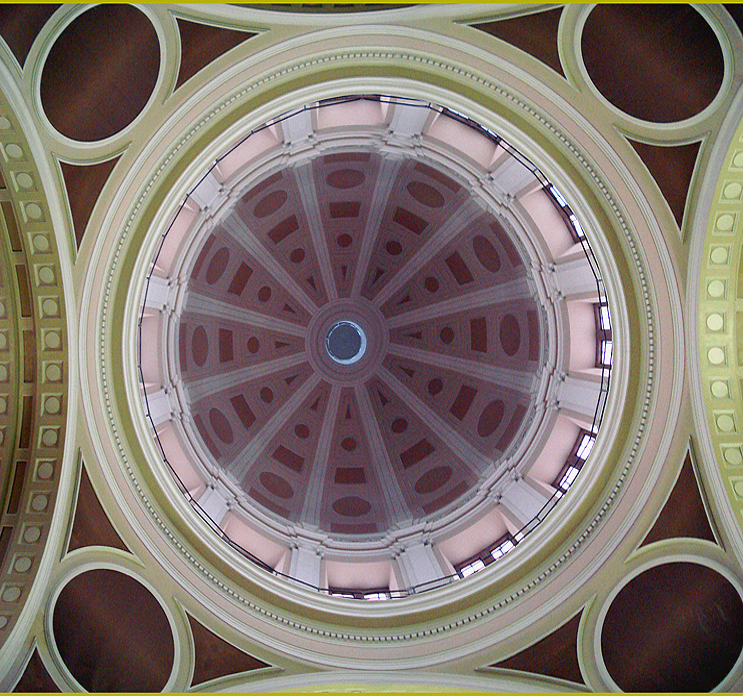
La cupola (interno)
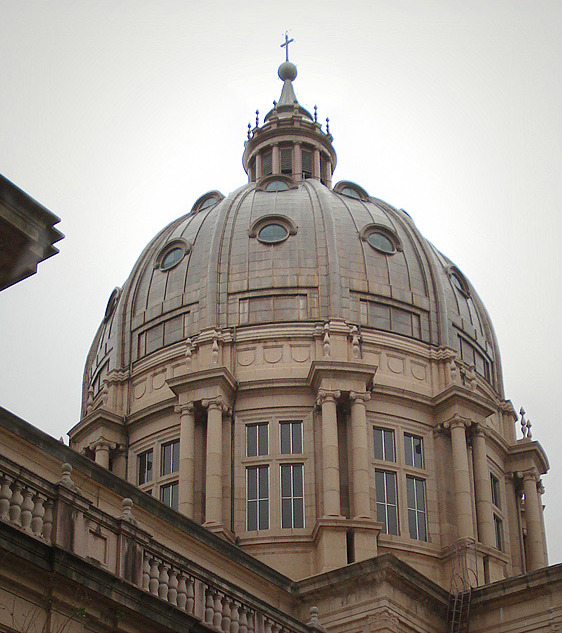
La cupola (esterno)
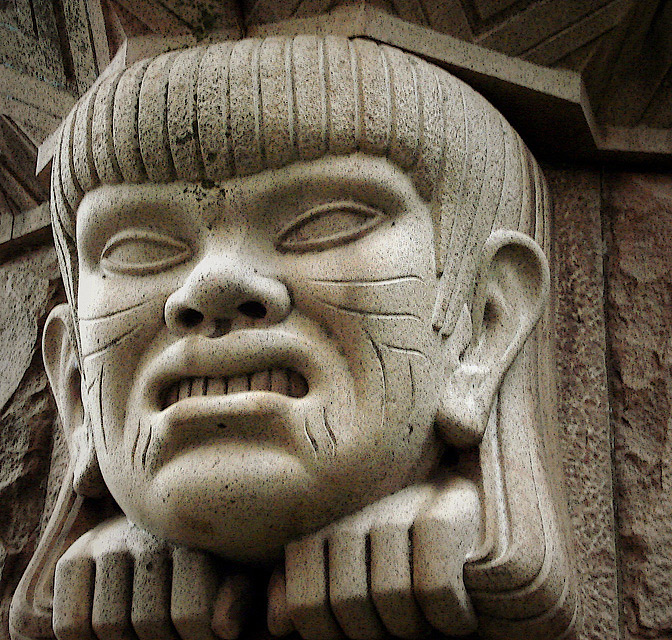
Mascherone indigeno nella cripta